# Castell de Stafford
El castell de Stafford es troba a dues milles a l'oest de Stafford, prop de la carretera A518 de Stafford a Newport, i es pot veure des de l'est de l'autopista M6. L'edifici de pedra és un important exemple primerenc del segle XIV amb una torre de l'homenatge d'estil neogòtic. L'estructura va ser construïda sobre els fonaments del seu predecessor medieval i incorpora gran part de la pedra original.

## Història
L'historiador Robert Plot va citar l'Anglo-Saxon Chronicle (104) per evidenciar que Æthelflæd, la princesa guerrera saxona i cap dels Mercians, va construir un castell a Stafford l'any 913, juntament amb un burg adjacent. No obstant això, el lloc exacte d'aquest primer castell, probablement fet de fusta, és ara desconegut.
Poc abans que es construís el castell, el saxó Eadric el salvatge havia liderat una rebel·lió fracassada que va culminar amb la derrota dels saxons a la Batalla de Stafford el 1069.
Un castell de fusta va ser construït originalment al lloc en algun moment dels anys 1070 pel senyor normand Robert de Stafford, que havia rebut una gran quantitat de terra a la zona per Guillem el Conqueridor per controlar i extreure imposts de la comunitat anglosaxona nativa, i així preparar-se per a la invasió normanda de Gal·les l'any 1081. El castell va ser originalment una fortificació de fusta i terra, construïda sobre un dipòsit glacial modificat. L'horitzó artificial del motte o monticle encara està ben definit, igual que moltes de les séquies. Els moviments de terra agafen una zona de més de deu acres, mentre que el lloc s'endinsa al bosc (setze hectàrees), que pot haver estat aclarit per a l'habitatge ramader. Més enllà d'aquests terraplens, un cop hi havia tres parcs medievals de cérvols.
El primer castell va ser construït en el clàssic estil motte and bailey, encara que va incorporar dos baileys i un poble més enllà.
Ralph de Stafford va segellar un contracte amb un mestre d'obra l'any 1347, ordenant que es construís un castell sobre el monticle del castell. La peça rectangular originalment tenia una torre en cada cantonada, però més tard es va adaptar, amb la incorporació d'una cinquena torre al mig de la paret nord (actualment cap a l'oest). Uns tres anys més tard, Ralph, que havia estat un dels principals comandants del rei en les primeres fases de la Guerra dels Cent Anys, va ser nomenat primer comte de Stafford, un senyal d'honor.
L'any 1444, Humphrey Stafford va ser nomenat duc de Buckingham i el castell de pedra va aconseguir el seu apogeu. El net de Humphrey, Henry, va ser inicialment partidari de Ricard III, però més tard es va rebel·lar a favor de la invasió avortada d'Enric Tudor (Enric VII) el 1483 Henry Stafford, segon duc de Buckingham, va pagar amb la seva vida, però el seu fill, Edward Stafford, 3r duc de Buckingham, va escapar i va ser restaurat més tard a les seves terres per un agraït Enric VII. La sang reial d'Edward Stafford el va convertir en una amenaça per a Enric VIII, que l'havia executat l'any 1521. La propietat de Stafford, que incloïa el castell i els seus parcs de cérvols, va ser confiscada per la Corona.
El castell de Stafford, juntament amb un petit parc de terra, va ser restaurat als Staffords, però mai van recuperar la riquesa ni l'estatus dels anys anteriors. A causa de la manca de manteniment, la Torre i el castell van caure en mal estat.

## Excavacions arqueològiques i millores
El 1978, les excavacions professionals van començar a revelar la complexa arqueologia del lloc, que durant generacions havia estat la seu d'una de les famílies més importants de la regió. Les excavacions van continuar durant molts anys, convertint-se en un dels majors ocupadors de joves de la zona durant la severa depressió econòmica de principis dels vuitanta. Aquestes excavacions i l'establiment d'un jardí reconstruït d'herbes medievals han estat documentades durant molts anys per la BBC i compilades com el documental d'una hora de la BBC 2 TV  Stafford: una ciutat que va trobar el seu castell  (1988).
A l'obertura pública oficial del lloc el 1988, es va establir un camí patrimonial amb senyalització i interpretació, i rutes millorades. El perfil de les defenses del lloc encara es pot veure clarament. Els bancs i les rases van ser interpretades per un il·lustrador arqueològic, les seves aquarel·les es caracteritzen per un sender patrimonial que abasta gran part dels deu acres del lloc. Es triga 45 minuts a fer tot el recorregut, encara que hi ha la possibilitat de realitzar retallades en el recorregut. Cadascuna de les plaques té un mapa.
A partir de 1988 es van millorar els senders del castell a l'estació de ferrocarrils de la ciutat, es van senyalitzar i cartografiar per els turistes.
El 1992 es va inaugurar una nova botiga de museus i obsequis a prop de la muntanya del castell. Es tracta d'un model a escala de 12 peus que mostra el castell com hauria estat sota els normands i un gabinet de troballes, objectes i documents.
Tots els esdeveniments públics d'estiu es realitzen als terrenys del castell, el més popular de la qual és l'espectacle anual de diverses obres de teatre de Shakespeare.